# Оглоблин, Александр Евстигнеевич
Александр Евстигнеевич Оглоблин (16 сентября 1828 — 14 июля 1887) — российский религиозный деятель, протоиерей Перми, непременный член Пермского губернского статистического комитета, преподаватель, научный писатель-краевед.

## Биография
Родился в Уткинской слободе Екатеринбургского уезда в семье священника. Получил образование в Екатеринбургском духовном училище и Пермской духовной семинарии, которую окончил в 1850 году со званием студента, и 14 сентября того же года был рукоположён во священники к Преображенской церкви Невьянского завода Екатеринбургского уезда. Вскоре устроил при церкви на собственные средства приходское училище для мальчиков и был в нём наставником до перехода в Пермь. На Невьянском заводе активно боролся со старообрядцами, одновременно занимаясь изучением истории края и общественной деятельностью. Был депутатом по гражданским и межевым делам по второму благочинническому округу Екатеринбургского уезда; написал статью «О рукодельях Невьянского горнозаводского округа», которая была удостоена в 1885 году Вольно-экономическим обществом золотой медали; кроме того, был членом-корреспондентом Пермского губернского статистического комитета.
В 1866 году пермский архиепископ Неофит предложил ему перейти в Пермь к Больничной Александро-Невской церкви. Приняв это предложение, 31 января 1867 года Оглоблин был избран непременным членом губернского статистического комитета, а 10 января следующего года назначен действительным членом консистории и состоял в этой должности до 16 сентября 1869 года, когда консистории были преобразованы и штаты сокращены. 24 августа 1874 года был назначен членом Училищного губернского совета. В 1870 году на первом епархиальном съезде был избран в члены правления семинарии, состоял им до 6 ноября 1884 года, когда был изменён устав духовных семинарий; тогда же ему было поручено съездом составить капитал для устройства в Перми епархиального женского училища, чем он занимался до конца жизни. 24 мая 1881 года был возведен в сан протоиерея, 13 апреля 1886 года награждён орденом св. Анны 2-й степени. Был также членом училищного епархиального совета, а в 1885 году был избран в члены Духовного училищного правления.
Умер в Перми, похоронен на Старом кладбище близ Успенской церкви.
Кроме вышеназванной статьи, ему принадлежат «Материалы для истории Камышловского уезда» («Пермские губернские ведомости», 1860 год, № 22); «Аятская слобода» (там же, 1864 год, № 29, 30 и 32) и ещё ряд статей.